# Manogea
Manogea es un género de arañas araneomorfas de la familia Araneidae. Se encuentra en América.

## Lista de especies
Según The World Spider Catalog 12.0:
- Manogea gaira Levi, 1997
- Manogea porracea (C. L. Koch, 1838)
- Manogea triforma Levi, 1997